# Valle del Zalabí
Valle del Zalabí är en kommun i Spanien.   Den ligger i provinsen Provincia de Granada och regionen Andalusien, i den södra delen av landet, 400 km söder om huvudstaden Madrid. Antalet invånare är 2 260. Arean är 108 kvadratkilometer. Valle del Zalabí gränsar till Aldeire, La Calahorra, Lanteira, Alquife, Jerez del Marquesado, Albuñán, Guadix, Gor, Dólar, Huéneja och Ferreira. 
Terrängen i Valle del Zalabí är kuperad norrut, men söderut är den platt.